# 横須賀市立大津小学校
横須賀市立大津小学校（よこすかしりつ おおつしょうがっこう）とは、神奈川県横須賀市大津町にある市立小学校。

## 沿革
- 1873年（明治6年）6月 - 創立、開校。
- 1877年（明治10年）5月28日
  - 開校式が行われる。この日を創立記念日とした。
  - 上等科下等科併設を併設する。
- 1887年（明治20年）4月 - 尋常科高等科併設を併設する。
- 1923年（大正12年）9月1日 - 関東大震災発生。校舎が崩落する被害が出たが、児童は、2学期の始業式が終わり、下校した後だった為、学校内での被害は無かった。
- 1933年（昭和8年）- 児童数が1000人を超したため、2階建ての木造校舎に建て替え。
- 1944年（昭和19年） - 戦局の悪化による横須賀市の命令により、第3学年以上の児童は、田舎の親戚へ疎開。田舎に親戚がいない児童は、神奈川県愛甲郡依知村（現:厚木市）へ疎開。
- 1947年（昭和22年） - 新学制（六三制）が始まる。また、みそ汁・雑炊・脱脂粉乳の学校給食も始まった。
- 1951年（昭和26年） - パン・おかず・脱脂粉乳の完全給食に切り替わる。児童数が、1700人を超えて教室が狭くなったため、馬堀小学校が分離独立し、開校。
- 1964年（昭和39年） - 校歌制定。
- 1968年（昭和43年） - 木造校舎の老朽化と狭隘のため、鉄筋校舎に建て替え。
- 1980年（昭和55年） - 児童数が1300人を超えて教室が狭くなったため、根岸小学校が分離独立し、開校。
- 1995年（平成7年） - 集合住宅団地「四季の町」ができ、児童数が増加。
- 1997年（平成9年） - 創立120周年を迎えた。
- 2001年（平成13年） - パソコン教室設置。トイレ改修工事実施し、第1校舎西側のトイレ(1～3階）が明るく、きれいなになる。
- 2002年（平成14年） - 学校週5日制導入。ALT（国際教育指導助手の先生）と一緒に、英語の学習が始まる。「総合的な学習の時間」も始まる。
- 2005年（平成17年） - 2学期制になる。
- 2006年（平成18年） - 夏休み中のサマースクールが開始。
- 2007年（平成19年） - 創立130周年を迎えた。
- 2008年（平成20年） - 特別支援学級「なかよし」学級開設。
- 2009年（平成21年） - 第1学年教室のロッカーがきれいになる。また、学校園のフェンスが新しくなる。
- 2010年（平成22年） - 教育目標「夢・希望・すこやかに 未来を拓くおおつの子」を新たに制定。全学年にエアコンが設置。
- 2011年（平成23年） - 放課後学習ルームが始まる。通学路安全対策としてグリーンベルトが設置される。
- 2012年（平成24年） - 通学路交通規制がかかり、7時30分から1時間、諏訪神社前より指定方向外進入禁止となる。防災関係備品収納、第2校舎3階配膳室と体育館ステージ下に、非常食などが備蓄される。夏休みにサマースクールが始まりました。
- 2014年（平成26年）1月 - 敷地内にあるモチノキが景観重要樹木に指定される[1]。
- 2017年（平成29年） - 創立140周年を迎えた。

この節の出典

## 通学区域
2014年度は以下の通りである。
- 大津町1丁目～4丁目
- 馬堀海岸1丁目の内1番
- 池田町1丁目、2丁目、3丁目の内9番2号～14号

また、以下の地域は他校の通学区域であるが、通うことができる。
- 馬堀海岸1丁目（1番を除く）
- 池田町4丁目

## 進学先中学校
本校の通学区域がそれとなっているのは横須賀市立大津中学校である。
また、公立学校選択制により、以下の学校を選択できる。
- 横須賀市立馬堀中学校
- 横須賀市立鴨居中学校
- 横須賀市立公郷中学校
- 横須賀市立久里浜中学校

## 交通
- 京浜急行電鉄
  - 本線 京急大津駅より徒歩5分
  - 久里浜線 新大津駅より徒歩10分
- 京浜急行バス大津バス停より徒歩7分

## 著名な出身者
- 島田章三（洋画家、版画家）
- 秋山翔吾（プロ野球選手、広島東洋カープ）